# Lithobius oglednicus
Lithobius oglednicus är en mångfotingart som beskrevs av Ribarov 1987. Lithobius oglednicus ingår i släktet Lithobius och familjen stenkrypare.
Artens utbredningsområde är Bulgarien. Inga underarter finns listade i Catalogue of Life.